# Ouragan Carmen
L'ouragan Carmen est un cyclone tropical particulièrement intense de la saison cyclonique 1974 dans l'océan Atlantique Nord. Cette tempête a débuté comme une perturbation tropicale au large de la côte africaine à la fin d'août. Une dépression tropicale s'est formée lors de son transit vers l'ouest, juste à l'est des Petites Antilles le 29 août et est entrée ensuite dans la mer des Caraïbes. Les conditions étant très favorables, le système est rapidement devenu un ouragan de catégorie 4 dans l'échelle de Saffir-Simpson. Ce dernier a frappé la péninsule du Yucatán dans une région peu habitée déjà évacuée par ordre des autorités mais détruisit les récoltes et tua quand même plusieurs personnes.
Passant ensuite dans le golfe du Mexique, Carmen reprit de la vigueur en se dirigeant vers la côte de la Louisiane et en particulier La Nouvelle-Orléans. Touchant la côte dans les marais du sud de l'État, elle s'est dirigée vers le Texas pour graduellement se dissiper par la friction au sol le 10 septembre. Des alertes cycloniques furent émises en anticipation de son arrivée et environ 10 000 personnes ont trouvé refuge hors de sa trajectoire.
Carmen a causé des pertes de 162 millions $US (1974) et la mort de huit personnes. En raison de la gravité de la tempête, le nom « Carmen » a été retiré de la liste des noms des cyclones tropicaux dans l'océan Atlantique.

## Évolution météorologique

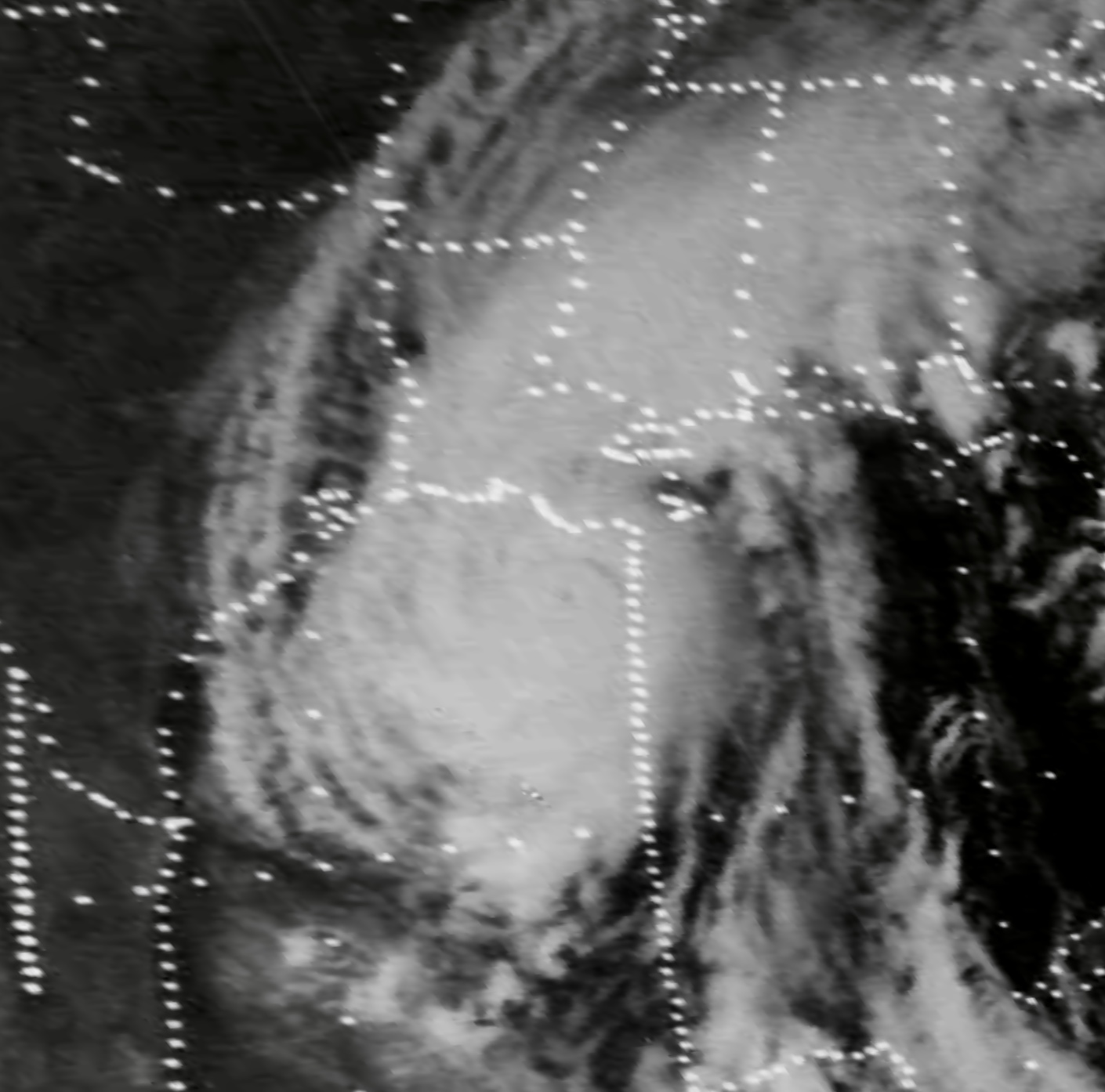
Ouragan Carmen dans le golfe du Mexique près de la Louisiane

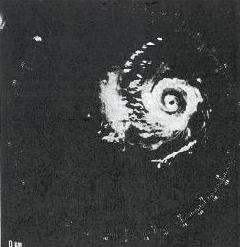
Image radar de l’ouragan Carmen près de l’endroit où il a touché terre le 2 septembre

Une onde tropicale passant sur l'ouest de l'Afrique au milieu d'août 1974 s'est dirigée vers l'ouest sans montrer beaucoup de développement orageux avant d'atteindre l'océan Atlantique à la fin du mois et de rejoindre la zone de convergence intertropicale. L'onde s'intensifia et s'élargit le 25 août, puis se divisa en deux parties dont celle du nord est devenue un système organisé.
Se dirigeant toujours vers l'ouest, la perturbation est devenue une dépression tropicale le 29 août à environ 320 km à l'est de La Guadeloupe. Les conditions de température de surface de la mer et de faible cisaillement des vents avec l'altitude étaient favorable à un développement. Après avoir traversé les Petites Antilles, le système est passé au stade de tempête tropicale le 30 août au sud de Porto Rico et a reçu le nom de Carmen,.
La proximité d'Hispaniola causait assez de friction pour limiter son intensification mais le 31 août, en pleine mer des Caraïbes, Carmen est devenu un ouragan de catégorie 1,. En passant au sud de la Jamaïque, un œil est apparu brièvement. Le 1er septembre, les conditions sont devenues très favorables au développement et vers 18 h UTC, l'ouragan a atteint la catégorie 4.
Poursuivant son chemin, le système est passé juste au nord des îles Swan, au Honduras, le même jour. Tôt le 2 septembre, un double mur de l'œil était visible sur les images du satellite météorologique. Carmen ralentit sa course et changea sa direction vers le nord-ouest tout en atteignant son intensité maximale avec des vents de 240 km/h et une pression centrale de 928 hPa,. La circulation en altitude devenant presque inexistante, Carmen devint presque stationnaire et toucha finalement la côte du Yucatán en fin de journée, quelques kilomètres au nord de Chetumal (Quintana Roo),.
Dérivant sur les terres, la friction le ramena au seuil de tempête tropicale le 3 septembre quand finalement elle ressortit sur le golfe du Mexique. Sa trajectoire étant maintenant vers le nord, le système regagna de la vigueur en passant sur les eaux chaudes et est redevenu un ouragan le 5 septembre. En s'intensifiant, il s'est dirigé vers la côte des États-Unis  à une vitesse de 19 km/h. À 0 h UTC le 7 septembre, Carmen était un ouragan de catégorie 3 et a atteint un nouveau seuil maximal au sud de la Louisiane. Même si les vents étaient identiques au maximum précédent, la pression était légèrement supérieure.
Juste avant de frapper la côte, Carmen a tourné vers l'ouest pour passer sur la côte sud centrale de la Louisiane. Il est rapidement redescendu au niveau de dépression tropicale le 9 septembre en passant sur les terres et s'est dissipé sur le Texas le lendemain.

## Impact

### Antilles

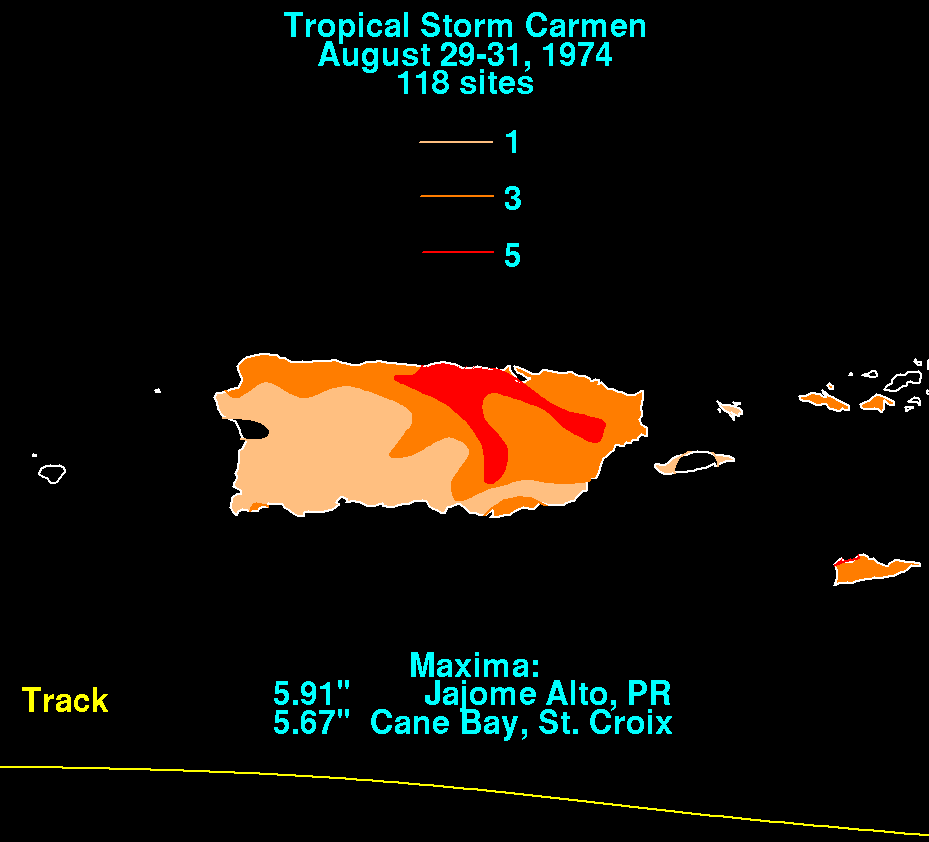
Accumulations de pluie sur Porto Rico (1 pouce = 25,4 mm)

Lors de son passage comme dépression tropicale, Carmen a laissé des pluies importantes sur Porto Rico et le nord des Petites Antilles, avec un maximum d'accumulation de 150 mm à Cayey. Les coups de vent ont affecté plusieurs îles. Une tornade a été signalée à Porto Rico et les pluies ont causé des inondations coûtant 2 millions $US (1974). Sur Hispaniola, il a plu abondamment et sur la Jamaïque trois personnes se sont noyées,. Le récif corallien a été endommagé sur la côte nord de la Jamaïque. Cuba a également subi de forts vents de l'ouragan et de la pluie abondante.

### Yucatán
Frappant une région peu peuplée, l’intense ouragan de catégorie 4 a fait moins de dégâts que prévu au Yucatán. Les pluies diluviennes ont inondé les champs, détruisant la récolte de riz, et les pêches ont également écopé. Les communications avec la région ont été coupées mais la nouvelle qu’au moins 5 personnes avaient été blessées a quand même pu être rapidement apprise.
Après plusieurs jours, les autorités mexicaines ont confirmé la mort de trois personnes et que la ville de Chetumal était dans un piteux état, des centaines de personnes étant sans abris et plus de 5 000 ayant perdu leurs biens. Les dommages étaient estimés à 8 millions $US (1974) dans cette ville seulement. Ce sont finalement 5 personnes qui sont mortes du passage de Carmen et les dommages se sont montés à 10 millions $US (1974) sur le reste de la péninsule.
Au Belize, des milliers de personnes avaient évacué la côte à la suite des alertes cycloniques et les communications ont été coupées sur une zone de 2 600 km2 au passage de l’ouragan. Une mission de reconnaissance a été envoyée de Belize City après le passage de Carmen pour aider les survivants. Une personne a été retrouvée morte le long de la côte, ayant été éjectée de son bateau par les vagues, trois autres pêcheurs ont été déclarés manquants. Les dommages aux récoltes ont été majeurs.

### États-Unis

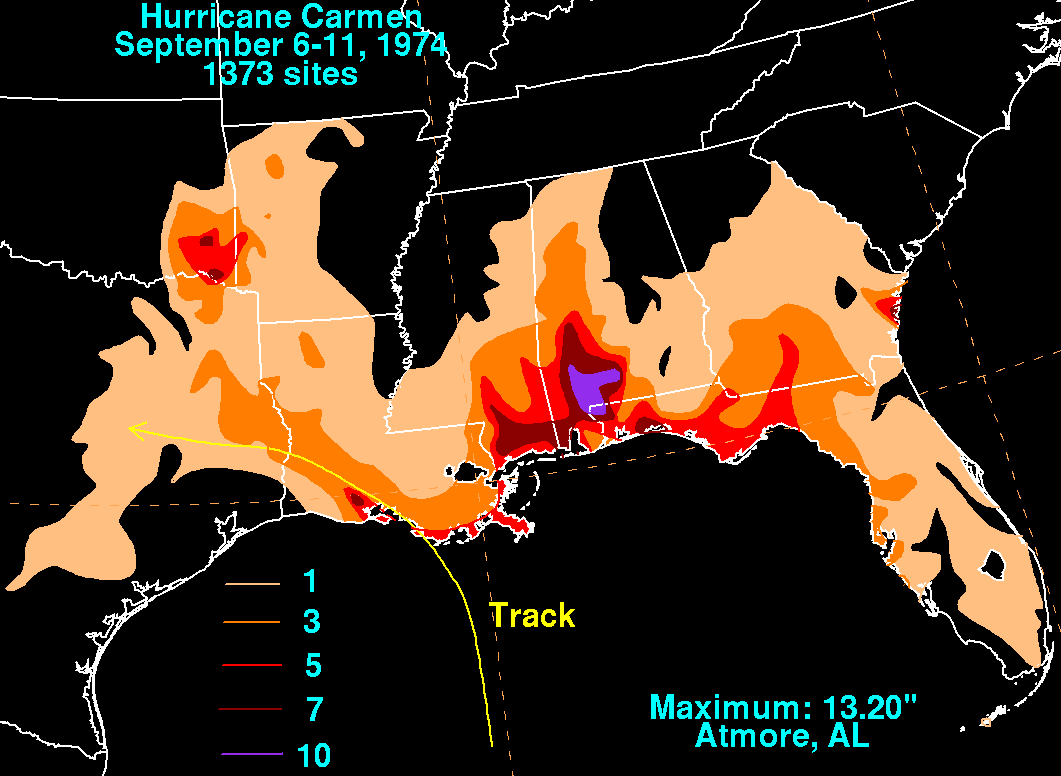
Carte montrant les quantités de pluie laissées par Carmen sur les États américains côtiers du golfe du Mexique

Carmen a laissé de bonnes quantités de pluie, plus importantes du côté est de la trajectoire de son centre, en Alabama et dans le nord-ouest du Panhandle de Floride, avec un maximum de 330 mm enregistré à Atmore (Alabama). Les rafales maximales notées ont atteint 138 km/h et l’onde de tempête a été jusqu’à 1,8 m au-dessus de la marée normale. Carmen a provoqué la mort de deux personnes en Louisiane : un monteur de ligne mort électrocuté et un automobiliste mort dans un accident de la route,. Les pertes totales se sont montées à 150 millions $US pour l’État. Quatre tornades ont été signalées également : l’une frappant près de Brandon (Mississippi), détruisant une grange et causant quelques autres dommages, une seconde touchant Kaplan (Louisiane) et blessant une personne,,.
Sur le nord-ouest de la Louisiane, les vents de 65 à 70 km/h ont brisé plusieurs arbres. À la Nouvelle-Orléans, les vents de 116 km/h n’ont causé que des dommages mineurs. Dans la capitale, Bâton-Rouge, seulement quelques arbres ont été cassés. Parce que Carmen a touché terre dans des marais inhabités, les dommages le long de la côte louisianaise ont été beaucoup moins intenses que prévu mais l’inondation a quand même été très importante. Plus à l’intérieur des terres, les inondations ont couvert 2 380 500 acres (963 354 ha), incluant 742 300 acres (300 398 ha) dans la paroisse de Terrebonne et 590 000 acres (238 765 ha) dans celle de Plaquemine,. Le plus grand impact de la tempête sur les États du golfe a été la perte de 20 % de la récolte de canne à sucre en Louisiane, environ 308 000 acres (124 643 ha) dans 16 paroisses ont été endommagées. Le prix pour ce produit est d'ailleurs en flèche à la bourse. Après avoir visité la zone sinistrée, le gouverneur de Louisiane Edwin Edwards déclara que la perte aux récoltes (canne à sucre, soja, riz, coton) était d’environ 400 millions $US mais un estimé ultérieur l’a plutôt ramené à 74 millions $US,.
L’entrée d’eau salée dans les marais côtiers a eu des effets sur les plantes, les crevettes, les poissons et les huitres. Plusieurs animaux sauvages se sont également noyés à l’intérieur des terres. De nombreux parcs de l’État ont souffert des dommages par les inondations et les vents, en particulier le Grand Isle State Park où les dommages ont été estimés à 114 600 $US. L’industrie pétrolière y a perdu 24 millions $US alors que la production a diminué de 1,4 million de barils, les plateformes dans le golfe du Mexique évacuées de 24 à 48 heures et subissant certains dommages. Plus de 60 000 clients ont été privés de courant électrique.
Les effets de Carmen sur le Mississippi ont été minimaux, surtout des accidents de la circulation mineurs à cause des pluies diluviennes. La pluie qui a affecté le Texas, la Floride et l’Oklahoma a causé peu de dégâts.

## L'ouragan Carmen dans la culture populaire

### Au cinéma
Dans le film Forrest Gump (1994), l'ouragan Carmen est censé avoir détruit tous les navires stationnés à Bayou La Batre, sauf le crevettier appartenant à Forrest, ce qui lui offre momentanément un monopole dans le domaine de la pêche à la crevette, lui permettant ainsi de fonder la Bubba Gump Shrimp Company.

### Source
- (en) Cet article est partiellement ou en totalité issu de l’article de Wikipédia en anglais intitulé « Hurricane Carmen » (voir la liste des auteurs).